# Kurienka (obwód kurski)
Kurienka (ros. Куренка) – wieś (ros. деревня, trb. dieriewnia) w zachodniej Rosji, w sielsowiecie pietrowskim rejonu chomutowskiego w obwodzie kurskim.

## Geografia
Miejscowość położona jest nad rzeką Kurienka, 5 km od centrum administracyjnego sielsowietu pietrowskiego (Pody), 10 km od centrum administracyjnego rejonu (Chomutowka), 106 km od Kurska.
W granicach miejscowości znajduje się 16 posesji.

## Historia
Do czasu reformy administracyjnej w roku 2010 wieś Kurienka wchodziła w skład sielsowietu podowskiego. W tymże roku doszło do włączenia sielsowietów podowskiego i ługowskiego w sielsowiet pietrowski, a nowym centrum administracyjnym stały się Pody.

## Demografia
W 2010 r. miejscowość zamieszkiwało 10 osób.